# Санберг
Санберг (англ. Sunburg) — город в округе Кандийохай, штат Миннесота, США. На площади 1,3 км² (1,3 км² — суша, 0,1 км² — вода), согласно переписи 2002 года, проживают 110 человек. Плотность населения составляет 88 чел./км².
- Телефонный код города — 320
- Почтовый индекс — 56289
- FIPS-код города — 27-63454[1]
- GNIS-идентификатор — 0652804[2]